# Accademia Aeronautica

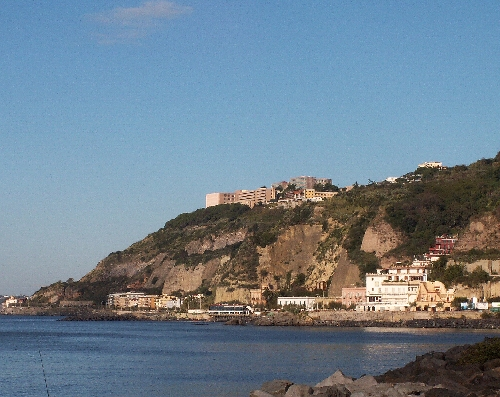
La sede attuale dell'Accademia Aeronautica, inaugurata nel 1961 e posta sulla sommità del Monte Olibano con vista sul golfo di Pozzuoli.

L'Accademia Aeronautica è un istituto militare per la formazione degli ufficiali dell'Aeronautica Militare. La sede è posta nel comune di Pozzuoli al confine con il comune di Napoli. Ha il compito di preparare "giovani ufficiali dai saldi principi morali, motivati ed in possesso delle qualità personali, militari e professionali necessarie per ben operare al servizio del Paese". È la più giovane accademia militare italiana, ma tra le più antiche accademie aeronautiche nel mondo, avendo iniziato le attività nel 1923.

## Attività
All'interno si svolgono i cinque corsi regolari per i "Ruoli normali", destinati ai futuri ufficiali della forza armata in servizio permanente effettivo, della durata quinquennale per piloti, armi e genio aeronautico, biennali per Commissariato e sanità.
L'Accademia inoltre ospita i corsi speciali di 15 settimane per allievi ufficiali in ferma prefissata e di tre mesi per gli allievi ufficiali piloti di complemento

### Ruoli normali
Al completamento di studi della durata di cinque anni, i frequentatori del ruolo normale conseguono una laurea magistrale. L'Accademia lavora a stretto contatto con l'Università degli Studi di Napoli Federico II, che rilascia quattro tipologie di lauree:
- per il Ruolo Naviganti (A.A.r.n.n.), specialità pilota,[2] è prevista al termine degli studi una laurea in Gestione dei Sistemi Aerospaziali per la Difesa, rilasciato dal dipartimento di Ingegneria Industriale dell'Università Federico II, comprendente discipline giuridico-economiche, scientifiche e di specifico interesse aeronautico. Il corso di studi rientra nella Classe delle Lauree nelle Scienze della Difesa e della Sicurezza (istituita con decreto interministeriale il 12 aprile 2001). La frequenza di successivi moduli presso l'Accademia Aeronautica e l'Istituto Scienze Militari Aeronautiche di Firenze consentirà poi agli Ufficiali, anche se già assegnati ai reparti d'impiego, di conseguire la successiva laurea magistrale in Scienze Aeronautiche.
- per il Ruolo normale delle Armi (A.A.r.a.n.) prevede anch'esso una laurea in gestione dei sistemi aerospaziali per la difesa, dove è previsto un corso di studi che ricalca in gran parte quello del Ruolo Naviganti, a eccezione delle attività di volo, sostituite da moduli formativi per le specifiche attività del ruolo.
- il Corpo del genio aeronautico (G.A.r.n.) prevede una laurea magistrale in ingegneria, nelle specialità civile, strutturale e geotecnica (STReGA), aerospaziale e astronautica, dei sistemi idraulici e di trasporto, delle telecomunicazioni, informatica ed elettronica. I corsi si svolgono per i primi due anni in Accademia, mentre i successivi tre anni (terzo anno della laurea triennale e il biennio della laurea specialistica) sono svolti presso la facoltà di Ingegneria dell'Università degli Studi di Napoli “Federico II”. Specifici insegnamenti giuridico-economici e di cultura militare integrano l'iter formativo.
- gli allievi ufficiali del Corpo di Commissariato (C.C.r.n.) conseguono al termine degli studi la laurea magistrale in giurisprudenza, frequentando i corsi in Accademia per i primi due anni e alla facoltà di Giurisprudenza dell'Università di Napoli "Federico II" per i successivi tre. Specifici insegnamenti tecnico-professionali e di cultura militare integrano l'iter formativo.
- gli allievi ufficiali del Corpo Sanitario Aeronautico (C.S.A.r.n.) conseguono la laurea magistrale in medicina e chirurgia, frequentando i corsi in Accademia per i primi due anni e alla facoltà di Medicina e Chirurgia dell'Università degli Studi "Federico II" per i successivi quattro. Sono previsti corsi specificamente indirizzati all'acquisizione di nozioni di medicina aeronautica e spaziale, fondamentali per un impiego futuro.[3].

Formazione
Per il passaggio alla classe successiva dell'Accademia Aeronautica, tutti gli allievi devono superare, in prima o seconda sessione, tutti gli esami sulle discipline d'insegnamento previste dal piano degli studi.
La formazione degli allievi di ogni Corpo e Ruolo comprende anche altre attività, tra cui attività sportiva ed esercitazioni militari, studio intensivo della lingua inglese, visite istruttive a Reparti Operativi dell'Aeronautica Militare e ad industrie aeronautiche, corsi di sopravvivenza in mare e in montagna, corsi di volo a vela, corsi di vela.
Gli allievi, dopo il superamento degli esami militari, conseguono durante la frequenza dell'istituto il grado di sottotenente al quarto anno di corso.
I sottotenenti del Ruolo Naviganti, una volta conseguita la laurea magistrale al quinto anno di frequenza, interrompono provvisoriamente gli studi accademici per essere sottoposti a un'ulteriore selezione al volo che consente di fregiarsi del titolo di pilota militare o navigatore militare. Una volta conseguito il brevetto presso le scuole di volo in Italia, in Grecia, negli USA o in Canada, il frequentatore rientra in Accademia per terminare gli studi con l'esposizione della tesi.
In circa sei anni dall'entrata in Accademia, i naviganti sono trasferiti ai reparti operativi, dove prestano servizio.

### Allievi Ufficiali in ferma prefissata
Il corso per Allievi Ufficiali in ferma prefissata (AUFP) ha lo scopo di fornire la preparazione di base, nonché una iniziale preparazione tecnico-professionale, differenziata in funzione del Corpo e ruolo di appartenenza e degli Ufficiali frequentatori stessi, indispensabile e sufficiente a fornire le competenze specifiche della categoria per svolgere i compiti previsti per gli Ufficiali in ferma prefissata presso gli Enti dell'Aeronautica Militare.
I frequentatori, che restano in accademia 15 settimane, entrano a far parte dell'Aeronautica come tenenti Ausiliari del ruolo normale del Corpo Sanitario Aeronautico (C.S.A.r.n.) arruolati per nomina diretta, o come sottotenenti dei ruoli speciali dei Corpi e dell'Arma dell'Aeronautica Militare (A.A.r.a.s., G.A.r.s., C.C.r.s.). Essi devono contrarre una ferma volontaria di 30 mesi e assoggettarsi alle leggi e ai regolamenti militari.
L'obiettivo del corso è di far sviluppare negli allievi i principi della cultura militare e aeronautica, riferita allo status di Ufficiale, per mezzo di corsi specifici:
- funzione e ruolo del militare e dell'Ufficiale in particolare all'interno delle Istituzioni della Repubblica;
- regolamento di Disciplina Militare, leggi connesse e responsabilità da esse derivanti;
- responsabilità derivanti dallo status giuridico dell'Ufficiale e doveri nei confronti dell'organizzazione gerarchica;
- etica militare e azione di comando;
- obiettivi dell'Aeronautica Militare, principali attività e mezzi in dotazione;
- compiti operativi del sistema di alleanze in cui le Forze Armate sono inserite;
- principali pubblicazioni e direttive dell'Aeronautica;
- organigramma dell'Aeronautica a livello centrale, intermedio e periferico;
- concetti di strategia e dottrina dell'impiego delle Forze Aeree;
- principi generali del diritto umanitario e diritto internazionale con riferimento alle più significative Convenzioni;
- servizi aeroportuali e relative responsabilità;
- principali strumenti di comunicazione scritta e orale (nota, lettera, messaggio, relazione, briefing);
- sistema di avanzamento del personale dell'Aeronautica Militare;
- organi e funzioni della rappresentanza militare;
- principi della sicurezza del volo, dell'antinfortunistica e della sicurezza del lavoro;
- principi della logistica militare relativamente al proprio livello di competenza.

### Corso Applicativo per gli Ufficiali dei ruoli speciali
L'Accademia Aeronautica riveste il ruolo di formatrice per gli ufficiali dei ruoli speciali che intendono, previo superamento del corso, essere ammessi al servizio permanente effettivo. Il corso ha lo scopo di fornire la preparazione di base comune a tutti i frequentatori, nonché la preparazione tecnico-professionale, differenziata in funzione del Corpo e ruolo di appartenenza degli Ufficiali frequentatori stessi, diretta a fornire le competenze specifiche della categoria secondo programmi didattici ad hoc.
All'atto della presentazione al corso gli Ufficiali frequentatori contrarranno una ferma obbligatoria di 5 anni, a decorrere dalla data di inizio del corso.

### Allievi Ufficiali Piloti di Complemento
Il ruolo Naviganti Speciale (A.A.r.n.s.) nasce per integrare operativamente le attività svolte nei Reparti Operativi. Gli Allievi Ufficiali Piloti di Complemento (AUPC) contraggono una ferma volontaria di 12 anni.
L'iter formativo, finalizzato al conseguimento delle capacità operative è, di massima, articolato in una formazione di base di tre mesi, che si svolge presso l'Accademia Aeronautica, quindi di 4 mesi presso la scuola di volo di Latina per il conseguimento del Brevetto di Pilota d'Aeroplano (BPA), e in un periodo addestrativo differenziato in funzione della linea di volo di prevista assegnazione, che si svolge presso i Centri Addestrativi delle Scuole di Volo.
Per la sua particolare natura, un pilota di complemento avrà uno sviluppo di carriera più lento concentrandosi esclusivamente sull'attività di volo.
Il ciclo formativo triennale è poi integrato dai corsi di perfezionamento nel grado di Capitano, orientato ai compiti da espletare nei successivi gradi, e il Corso Pre-Comando nel grado di Maggiore e Tenente Colonnello, la cui frequenza è subordinata all'eventuale assunzione d'incarichi di comando richiedenti il possesso di conoscenze a carattere disciplinare, amministrativo e ordinativo, indispensabili all'esercizio del comando.

## Storia
Nel 1923, pochi mesi dopo la nascita della Regia Aeronautica come forza armata indipendente, venne istituita la Regia Accademia Aeronautica, inaugurata il 5 novembre, e i primi tre corsi si tennero presso l'Accademia navale di Livorno al comando del capitano di vascello Giulio Valli. 
La nuova sede era stata progettata all'Aeroporto di Capodichino - Campo di Marte, a Napoli. 

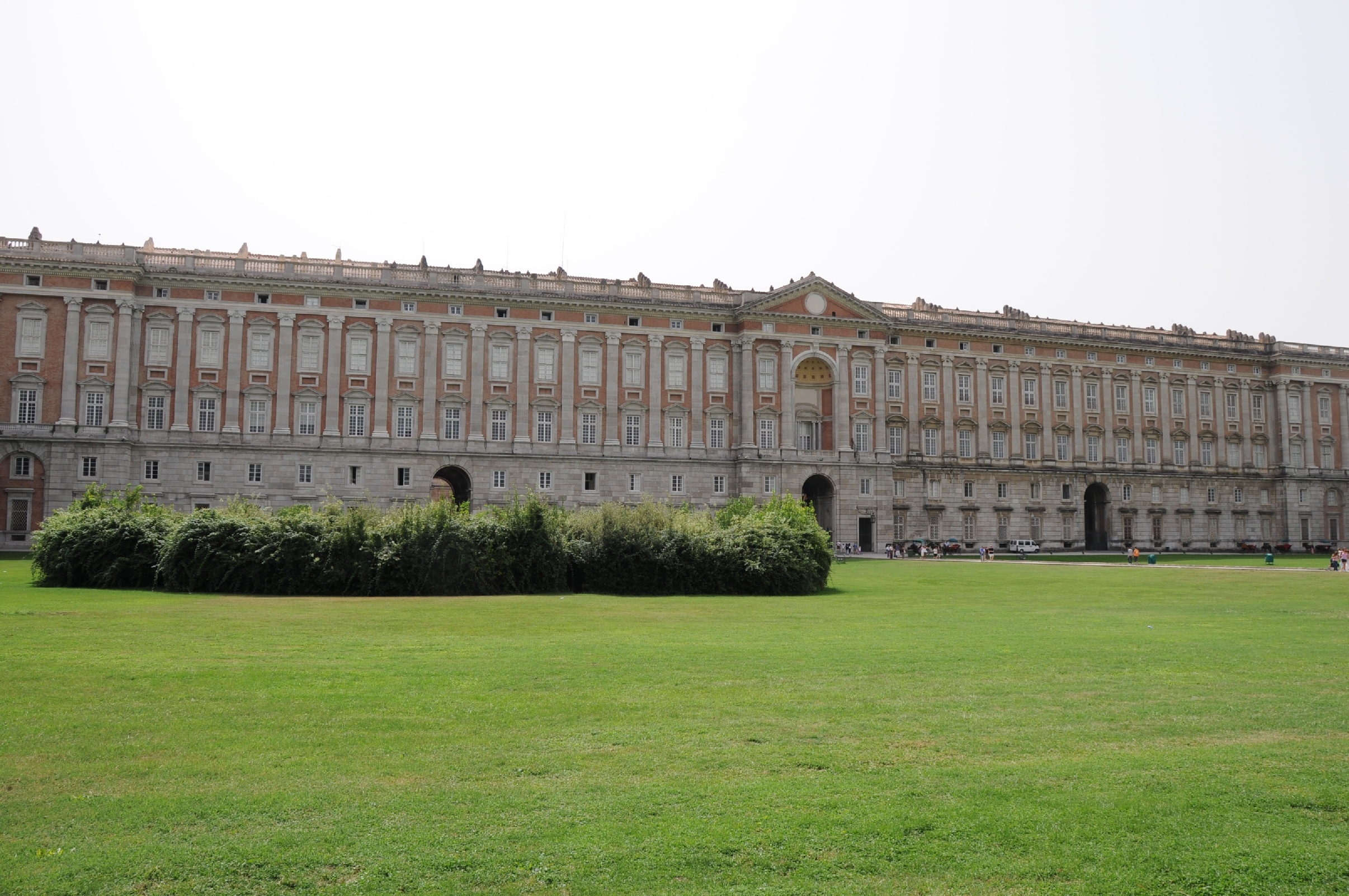
La reggia di Caserta, seconda sede dell'Accademia Aeronautica dal 1926 al 1943

Ma i lavori andarono a rilento e quindi venne deciso a partire dal corso del 1926/27 il trasferimento a Caserta presso il palazzo reale rilevando le strutture occupate fino all'anno precedente dall'Accademia della Guardia di Finanza, e ne assume il comando il col. Giuseppe Valle, ricevendo la bandiera dell'Istituto dalle mani di re Vittorio Emanuele III il 28 marzo dello stesso anno. Valle rimarrà alla guida della scuola fino al 1928.
La Scuola di Volo era all'Aeroporto di Capua che utilizzava i Breda A.4, dal 1928 i Breda A.9, dal 1929 i Breda Ba.15, dal 1930 i Breda Ba.19 e dal 1932 i Breda Ba.25.
Dal 1932 era comandata dal Colonnello Mario Martucci. Dall'ottobre 1936 fino al settembre 1939 era al comando del Generale di Brigata Aerea Vittorio Giovine.
Il 15 febbraio 1940, in vista dell'entrata in guerra dell'Italia, fu nominato Comandante il Generale Vittorio Marchesi, ricoprendo tale incarico fino al 15 ottobre 1941.
Fu la Reggia di Caserta quindi a fare da scenario al film I 3 aquilotti del 1942 che aveva nel cast Alberto Sordi alle prese con le prime esperienze cinematografiche.
La sede venne mantenuta fino all'agosto del 1943. Con il precipitare degli eventi per le forze armate italiane nel corso della seconda guerra mondiale, si pensò di trasferire le attività più a nord, presso il Collegio Aeronautico di Forlì (oggi Palazzo dell'ex collegio aeronautico), dove giunse la notizia dell'Armistizio di Cassibile che di fatto portò alla chiusura temporanea dell'istituto.

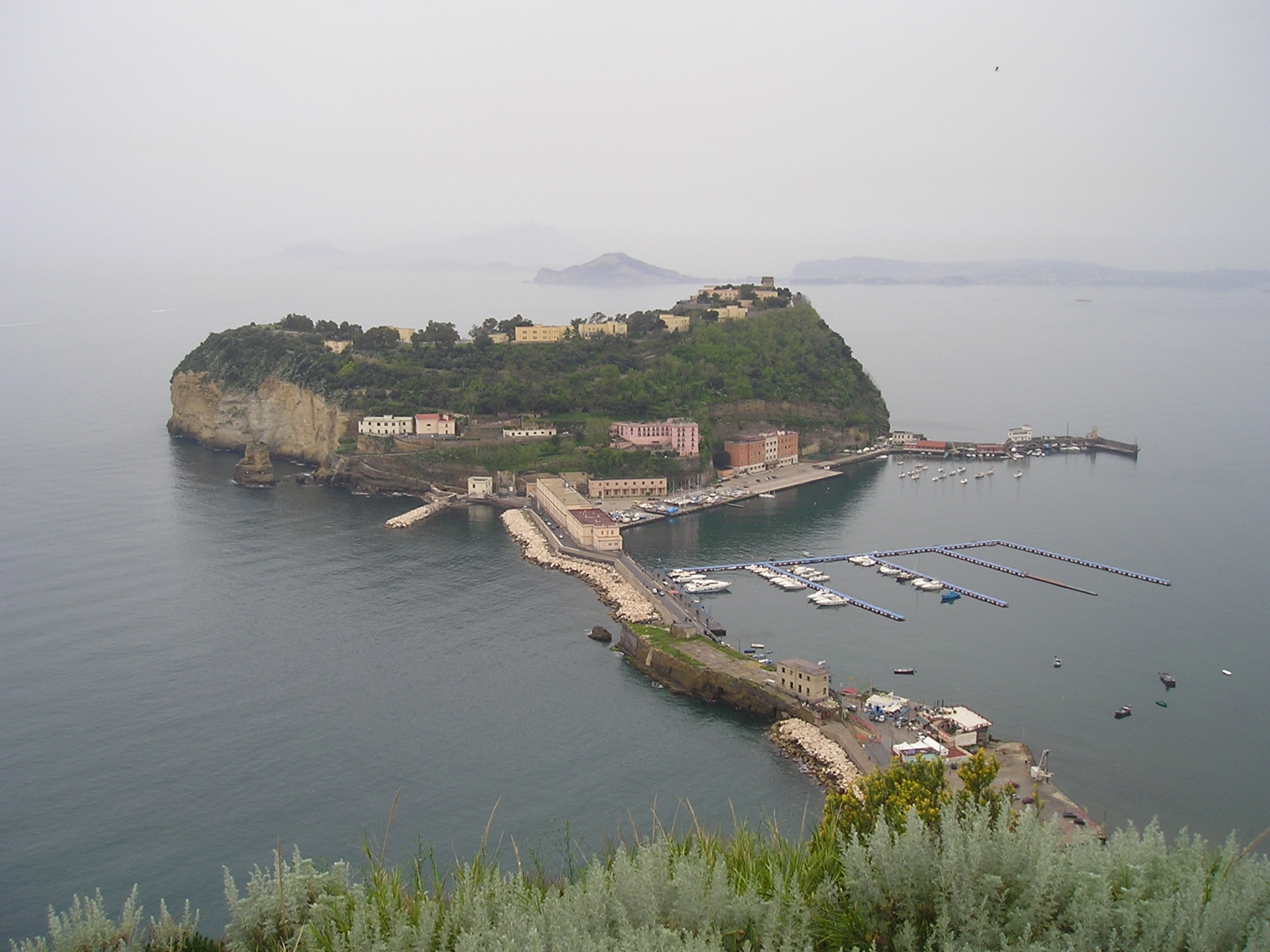
Sede precedente all'attuale sull'isola di Nisida. Il palazzo arancione e bianco sulla destra che si affaccia sul porticciolo è stato la sede dell'Accademia dal 1945 al 1962.

L'istituto venne ricostituito il 7 novembre 1943 nel Collegio navale "Niccolò Tommaseo" a Brindisi dove condivise fino alla fine della seconda guerra mondiale la sede provvisoria con l'Accademia navale.
Nel novembre 1945 venne scelta una nuova sede sull'isola di Nisida appartenente al territorio di Napoli, dove i corsi si susseguirono fino al dicembre 1961 data di inaugurazione della sede attuale, poco distante dalla precedente e posta nel confinante comune di Pozzuoli.

### Il nome dei corsi
In occasione del primo anno accademico nel 1923, venne ideata una cerimonia di battesimo per il primo corso, durante la quale alla classe venne consegnato un gagliardetto e attribuito un nome. Iniziando con l'ordine alfabetico, venne utilizzata la "A" e il corso venne contraddistinto con il nome Aquila cui venne fatto corrispondere un motto: Aquila, ad astra audacter!. Da quel momento, ogni anno al corso arruolato si continuò ad assegnare un nome in ordine alfabetico e un motto, nonché un colore. L'anno successivo venne incorporato il corso Borea con il rispettivo motto Borea, boream devince, poi il corso Centauro con il motto Centauro, alla tua corsa la nube è fango e il vano vento è suolo; procedendo fino alla "Z" con il corso Zodiaco, saltando però la lettera H e la lettera Q. Nel 1936 il corso che doveva portare il nome con la lettera "R" fu chiamato Rex, in onore del re Vittorio Emanuele III.
Nel 1943 dopo il corso Zodiaco, venne deciso di ricominciare dall'inizio nominando i nuovi corsi con lo stesso nome, ma aggiungendo un numero per simboleggiare la generazione successiva. Il corso di quell'anno venne quindi chiamato Aquila II. Dopo le travagliate vicende della seconda guerra mondiale e la proclamazione della repubblica, si ritenne poco opportuno il richiamo alla monarchia del nome Rex, per cui nel 1957 venne battezzato il corso Rostro, comunque erede delle tradizioni della generazione precedente.
Alessandro Mettimanno, futuro Capo di stato maggiore dell'Aeronautica Militare, ne assume il comando dal novembre del 1969 fino all'ottobre del 1972.
Mario Arpino ne ha assunto il comando dal settembre 1987 all'ottobre del 1989.

### I corsi recenti

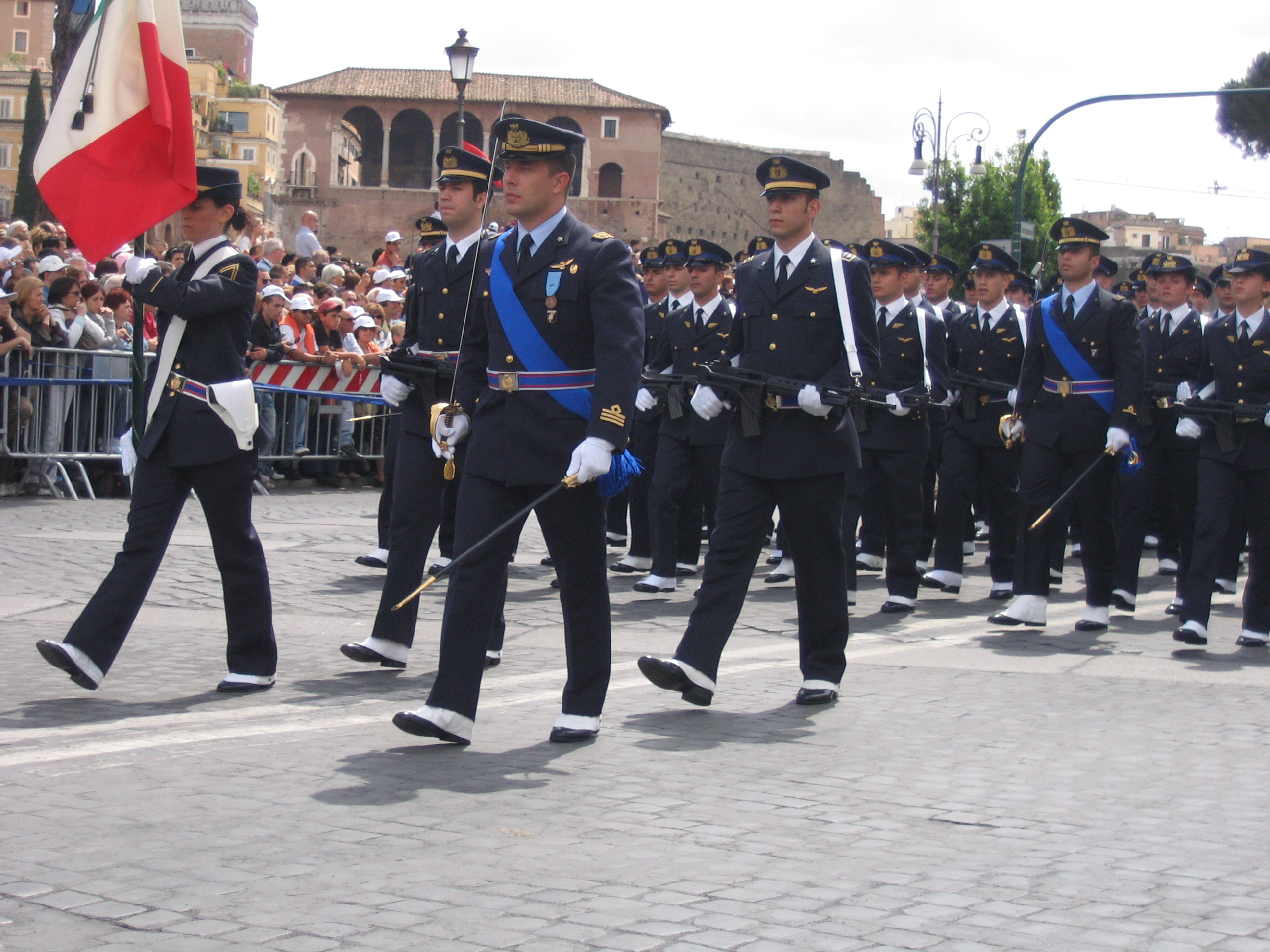
Allievi dell'Accademia sfilano per la parata del 2 giugno

Dopo l'incorporamento dei corsi Vulcano V, Zodiaco V, Aquila VI e Borea VI, il 13 aprile 2022 hanno prestato giuramento gli allievi incorporati nel primo corso 2021, che pertanto è ufficialmente divenuto Centauro VI. Attualmente il Primo Corso dell’Accademia è già al completo. Il 21 marzo 2024 ha giurato il corso Eolo VI, motivo di grande orgoglio per l’Accademia Aeronautica.
Attualmente in Accademia, oltre al pennone della bandiera d'Italia svettano altri 20 pennoni, uno per ogni lettera eccetto H e Q più uno del corso Rex (ribattezzato poi con Rostro). Durante le cerimonie ufficiali, su questi pennoni vengono issate le bandiere con i nomi di tutti i corsi, mentre nelle normali giornate vengono issate solo le orifiamme dei corsi presenti, ognuno con il suo colore e con la propria iniziale.
In origine ad ogni corso veniva assegnato un colore caratteristico scelto liberamente da una madrina, prassi quest'ultima che è cambiata e che prevedeva in tempi recenti l'assegnazione del colore caratteristico dei corsi assegnato in sequenza, ruotando tra i quattro colori presenti nello stemma araldico dell'Aeronautica Militare: il blu, il giallo, il rosso e il verde. Ad esempio, il corso Marte V è contraddistinto dal colore blu, il Nibbio V dal giallo, l'Orione V dal rosso e il Pegaso V dal verde: la sequenza è stata ripetuta con lo stesso ordine per i corsi successivi fino al corso Zodiaco V (caratterizzato dal colore giallo). Con l'arrivo del corso Aquila VI nell'anno accademico 2019-2020 l'assegnazione dei colori è tornato ad essere quello delle origini pertanto dalla sesta generazione in poi tutti i corsi avranno un loro colore caratteristico diverso l'uno dall'altro.

### Elenco dei corsi regolari e dei relativi motti
(tra parentesi l'anno di ingresso in accademia delle diverse generazioni)
1. Aquila - (1923, 1942, 1962, 1981, 2000, 2019) - Aquila, ad astra audacter!
2. Borea - (1924, 1944, 1963, 1982, 2001, 2020) - Borea, boream devince
3. Centauro - (1925, 1945, 1964, 1983, 2002, 2021) - Centauro, alla tua corsa la nube è fango e il vano vento è suolo
4. Drago - (1926, 1946, 1965, 1984, 2003, 2022) - Con l'artiglio e con l'ala
5. Eolo - (1927, 1947, 1966, 1985, 2004, 2023) - Eolo, è vela alla tua furia l'ala e il cuore è prora dritta all'infinito
6. Falco - (1928, 1948, 1967, 1986, 2005, 2024) - Falco, è tuo nido l'Italia tuo orizzonte il mondo
7. Grifo - (1929, 1949, 1968, 1987, 2006) - Vola sempre, domina ovunque, sgomina chiunque
8. Ibis - (1930, 1950, 1969, 1988, 2007) - Victor Redibis
9. Leone - (1931, 1951, 1970, 1989, 2008) - Ad te nitor gloriamque contendo
10. Marte - (1932, 1952, 1971, 1990, 2009) - O giungere o spezzare
11. Nibbio - (1933, 1953, 1972, 1991, 2010) - Excelsa assequor, ima despicio!
12. Orione - (1934, 1954, 1973, 1992, 2011) - Fulminando imperverso
13. Pegaso - (1935, 1955, 1974, 1993, 2012) - Cum pennis cor
14. Rex - (1936) - Rex altitudinis; Rostro - (1956, 1975, 1994, 2013) - Rostro adversa frango
15. Sparviero - (1937, 1957, 1976, 1995, 2014) - Accipiter velut
16. Turbine - (1938, 1958, 1977, 1996, 2015) - Vi et impetu turbinis
17. Urano - (1939, 1959, 1978, 1997, 2016) - Audacius audere
18. Vulcano - (1940, 1960, 1979, 1998, 2017) - Ardens urit
19. Zodiaco - (1941, 1961, 1980, 1999, 2018) - Sidera Feriam

## La bandiera dell'Accademia
Il 28 marzo 1923, il re Vittorio Emanuele III, consegnò la bandiera di istituto all'allora comandante dell'Accademia, colonnello Giuseppe Valle che la consegnò nelle mani del primo aspirante del corso Aquila, Fausto Cecconi, medaglia d'oro al valor aeronautico alla memoria.
La bandiera fu modificata in conseguenza della proclamazione della Repubblica e della sostituzione della bandiera nazionale per la rimozione dal drappo dello scudo sabaudo, stemma di Casa Savoia, in conformità all'articolo 12 della Costituzione della Repubblica Italiana. Il 10 dicembre 1947 sul sedime dell'Aeroporto di Napoli-Capodichino, la bandiera fu sostituita alla presenza del Capo di stato maggiore dell'Aeronautica.

## Onorificenze
Il 3 dicembre 1986, il Capo dello Stato ha conferito alla bandiera dell'Accademia la medaglia di bronzo al valor civile con la seguente motivazione:
Il 10 marzo 2009, il Capo dello Stato ha conferito alla bandiera dell'Accademia la medaglia d'oro al merito aeronautico con la seguente motivazione: